# Kathedrale der Heiligen Dreifaltigkeit (Hajnówka)

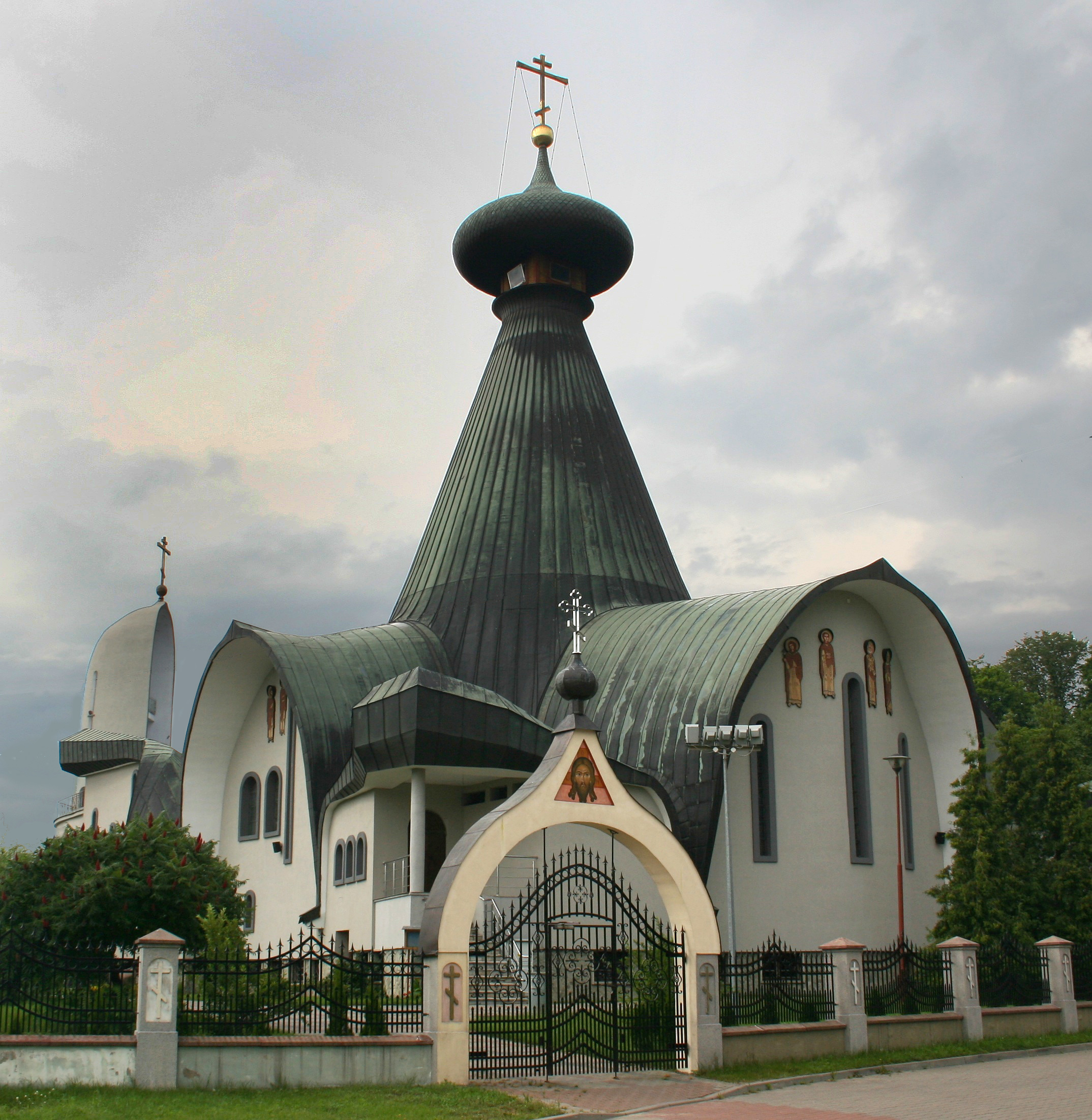
Kathedrale der Heiligen Dreifaltigkeit
in Hajnówka, auf der linken Bildseite ist der Glockenturm zu sehen

Die Kathedrale der Heiligen Dreifaltigkeit (pl: Sobór Świętej Trójcy) ist ein Gotteshaus der Polnisch-Orthodoxen Kirche in Hajnówka (Woiwodschaft Podlachien), das in den 1980er Jahren errichtet wurde.

## Lage
Die Kathedrale befindet sich in der ulica ks. Antoniego Dziewiatowskiego (Pater Antoni-Dziewiatowski-Straße).

## Geschichte
Die Geschichte der orthodoxen Gemeinde in Hajnówka begann bereits 1942. In diesem Jahr gründete sich in Hajnówka die erste orthodoxe Pfarrei des Heiligen Nikolaus des Wundertäters. Die orthodoxen Gläubigen konnten das Gebäude der ehemaligen Forstverwaltung nach Umbau für liturgische Zwecke mit ihrer Einweihung im Herbst des gleichen Jahres nutzen. Auf dem Altar wurde eine Ikone, die der Mutter Gottes geweiht ist, platziert und wird seitdem von der Gemeinde verehrt. Erster Pfarrer wurde Pater Serafin Zeleznakovich.
Am Festtag der Ikone der Gottesmutter Unerwartete Freude im Jahr 1973 wurde der Grundstein für einen eigenen Neubau der Kirchengemeinde gelegt, der den Namen Heilige Dreifaltigkeit erhielt. Die Bauarbeiten des Kirchengebäudes fanden zwischen 1974 und 1992 nach dem Entwurf des Posener Architekten Aleksander Grygorowicz statt. Nachdem es Unstimmigkeiten zwischen dem beauftragten Kirchenmaler Jerzy Nowosielski und dem Metropoliten Basilius wegen der farbigen Ausgestaltung gegeben hatte, wurden die Arbeiten am Inneren des Hauses für längere Zeit unterbrochen. Die Kirchweihe konnte am 11. Oktober 1992 stattfinden. Das sakrale Haus gehört zum Dekanat Hajnówka der Warschau-Bielsker Diözese. 
Beim Bau beteiligt waren freiwillige Jugendliche aus der DDR im Rahmen der Aktion Sühnezeichen.

## Architektur
Die Außenarchitektur greift traditionelle Stilelemente einer Basilika in moderner Interpretation auf, die der Formenwelt der russisch-orthodoxen Tradition entlehnt sind. Sie folgt dem Stil der Moderne. Es zeigen sich durchdringende Kirchenschiffe mit einem mantelartigen geschwungenen und wellenförmigem Dach über alle Teile der Kirche. An zwei Bauspitzen sind kegelförmige Kirchtürme mit Turmhaube gebaut worden, an einer dritten Stelle steht neben einem Seitenschiff ein Glockenturm mit U-förmigen Grundriss, der zur Hälfte offen ist. Der Glockenturm ist mit dem Kirchenbau mittels eines gedeckten Hochganges verbunden. Alle Turmspitzen sind mit einem orthodoxen Kreuz bekrönt. 
In das Hauptschiff führt ein spitzbogiges Portal.
Im Inneren formen dünnwandige Stahlbetonschalen geschwungene Gewölbe.
Zusätzlich gibt es eine stetig geöffnete Unterkirche, die dem Schutzpatron der Kathedrale, dem heiligen Nikolaus, gewidmet ist.

## Ausstattung

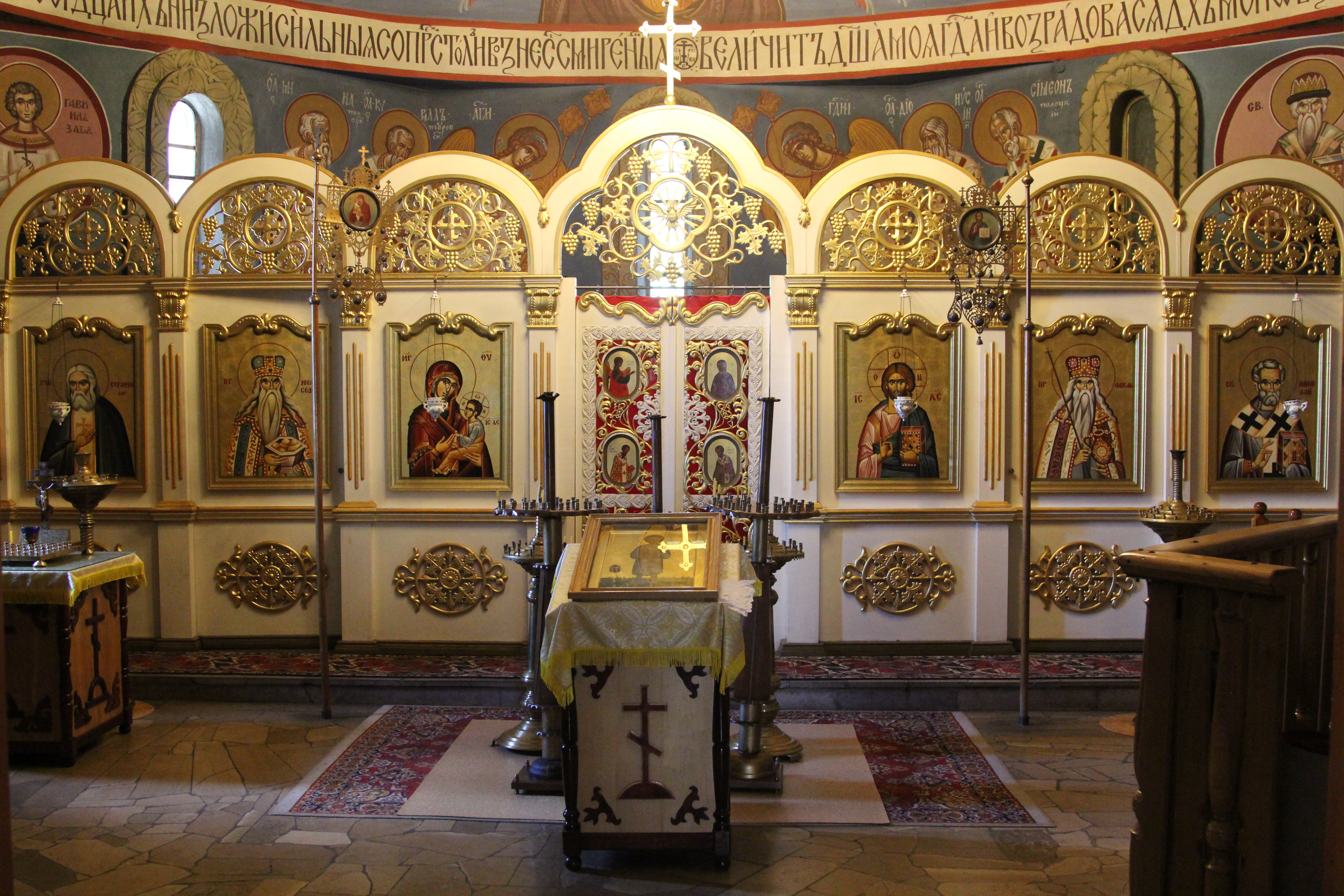
Ikonostase der Kathedrale

Die Ikonostase und einige Ikone fertigte der griechische Maler Dimitrios Andonopulos, die übrigen Ikonen sind Werke russischer und bulgarischer Ikonenmaler. 
Besonders zu erwähnen ist die Ikone der Gottesmutter Unerwartete Freude, die von einer gottesgläubigen Frau aus der Gemeinde stammt. Sie hatte die Kopie der wundertätigen (russischen) Ikone ‚Unerwartete Freude‘ direkt in Moskau gekauft und sie ihrer Kirchengemeinde zur Einweihung des ersten Hauses (1942) gespendet.
Das Kirchenschiff wird von zwei Seitenschiffen flankiert und es weist eine Empore auf. Diese erhält durch eine Reihung von schmalen Bogenfenstern Tageslicht und bietet für einige Besucher Sitzplätze. Insgesamt können bis zu 5000 Besucher das Kirchenschiff füllen. Von der Hauptkuppel des Kirchenschiffes hängt ein filigran gestaltetes und mit Edelsteinen geschmücktes überdimensionales Kreuz herunter. In den Kuppelinnenflächen sind Heilige und christliche Symbole gemalt worden. Der untere Rand der großen Kuppel enthält ein Schriftband in altrussischen Versalien.
Dank der ausgezeichneten Akustik werden in der Kirche seit 1983 Festspiele der orthodoxen Kirchenmusik Hajnówka veranstaltet. Im Jahr 2002 kamen zu den Festivals Wettbewerbsvorspiele und Konzerte hinzu.

## Gemeindearbeit

### Überblick
Die Kathedralgemeinde unterhält einen gemischten Kirchenchor, einen Jugendchor und einen Kinderchor, alle treten auch außerhalb dieser Kirche auf.
Einmal jährlich findet in der Kathedrale das Pfarrfest der Ikone der Allerheiligsten Gottesmutter ‚Unerwartete Freude‘ statt.

### Pfarrer (Auswahl)
- 1942: Pater Serafin Zeleznakovich[2]
- 1951–1995: Mitrat Antony Dziewiatowski[2]